# 艾查·杜伊西
艾查·杜伊西（Aicha Duihi）是摩洛哥的一名撒哈拉人權運動者，為非政府組織撒哈拉和平、民主與人權觀察組織（OSPDH）的會長，她與其組織反對阿爾及利亞廷杜夫省（與西撒哈拉的邊界地帶）的波利薩里奧陣線營地任意監禁、綁架等侵犯人權的行為，並致力於提升該地區的女性權利。

## 生平
杜伊西早年曾在摩洛哥阿尤恩、馬拉喀什、拉巴特與法國普瓦捷就讀，獲學士後高等應用文憑。
杜伊西現擔任撒哈拉和平、民主與人權觀察組織（OSPDH）會長，與其他非政府組織共同發表聲明譴責波利薩里奧陣線營地對人權的侵犯，特別是任意監禁與綁架記者和人權運動者，呼籲國際社會向阿爾及利亞（波利薩里奧陣線的支持者）施壓以阻止綁架與監禁繼續發生。她還曾向聯合國安全理事會請求關注該地區女性權益的問題，參與了許多旨在提升兒童福祉、阻止人口販運的公民計畫。她曾對2011年摩洛哥修憲後的改革與公義和解委員会對社會和解做出的努力表示肯定。
2019年，杜伊西獲歐盟頒發的國際女性領導獎。
2020年COVID-19疫情期間杜伊西創辦了「撒哈拉英雄」計畫，提供兒童分享遠距學習與隔離經歷以及線上創作的平台，她的組織OSPDH協助宣導保持社交距離的措施，並規劃關於青年社會運動、中東北非地區女權運動（特別著重疫情期間女性受到的暴力）的遠距課程。